# Stockheim (Oberfranken)

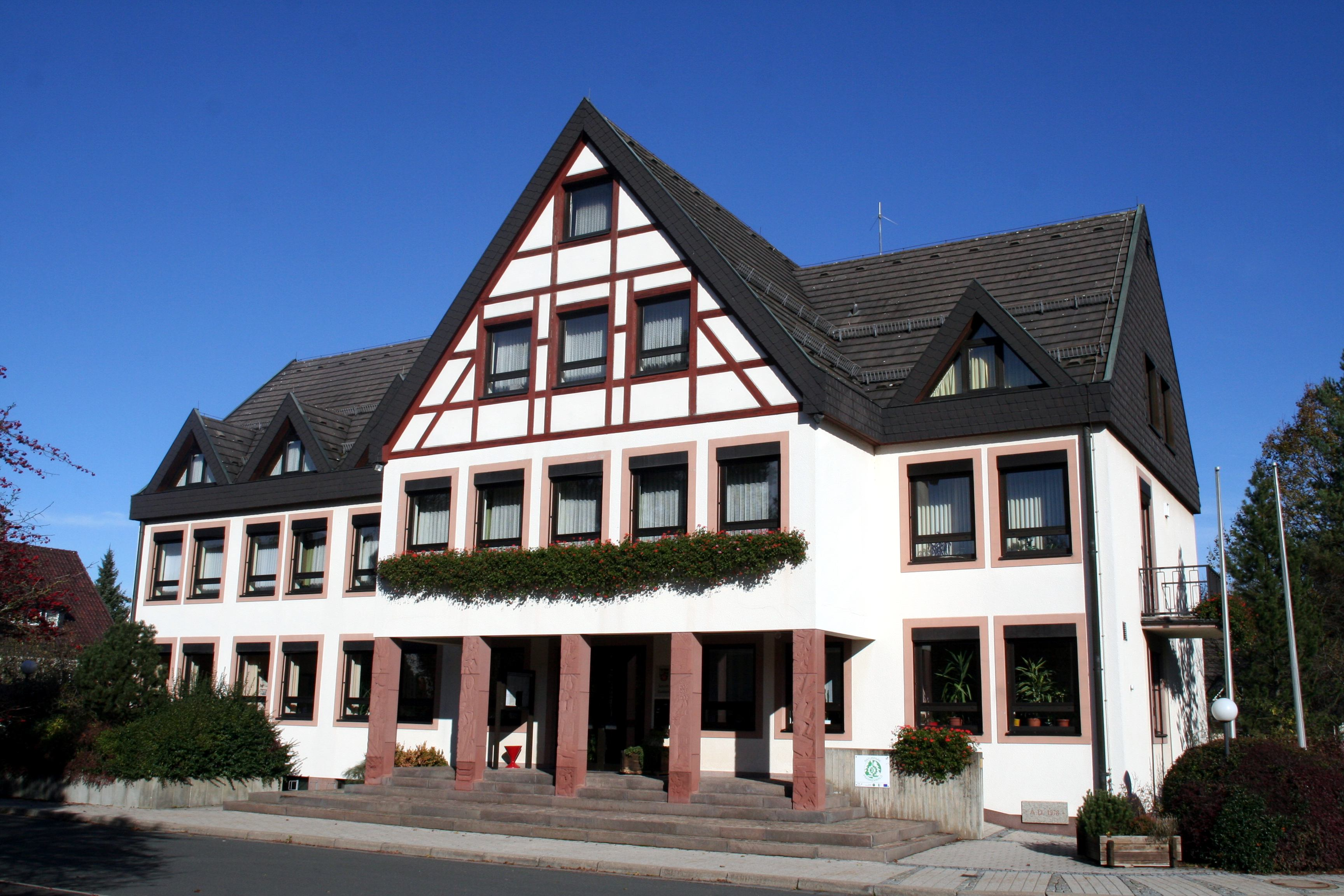
Rathaus

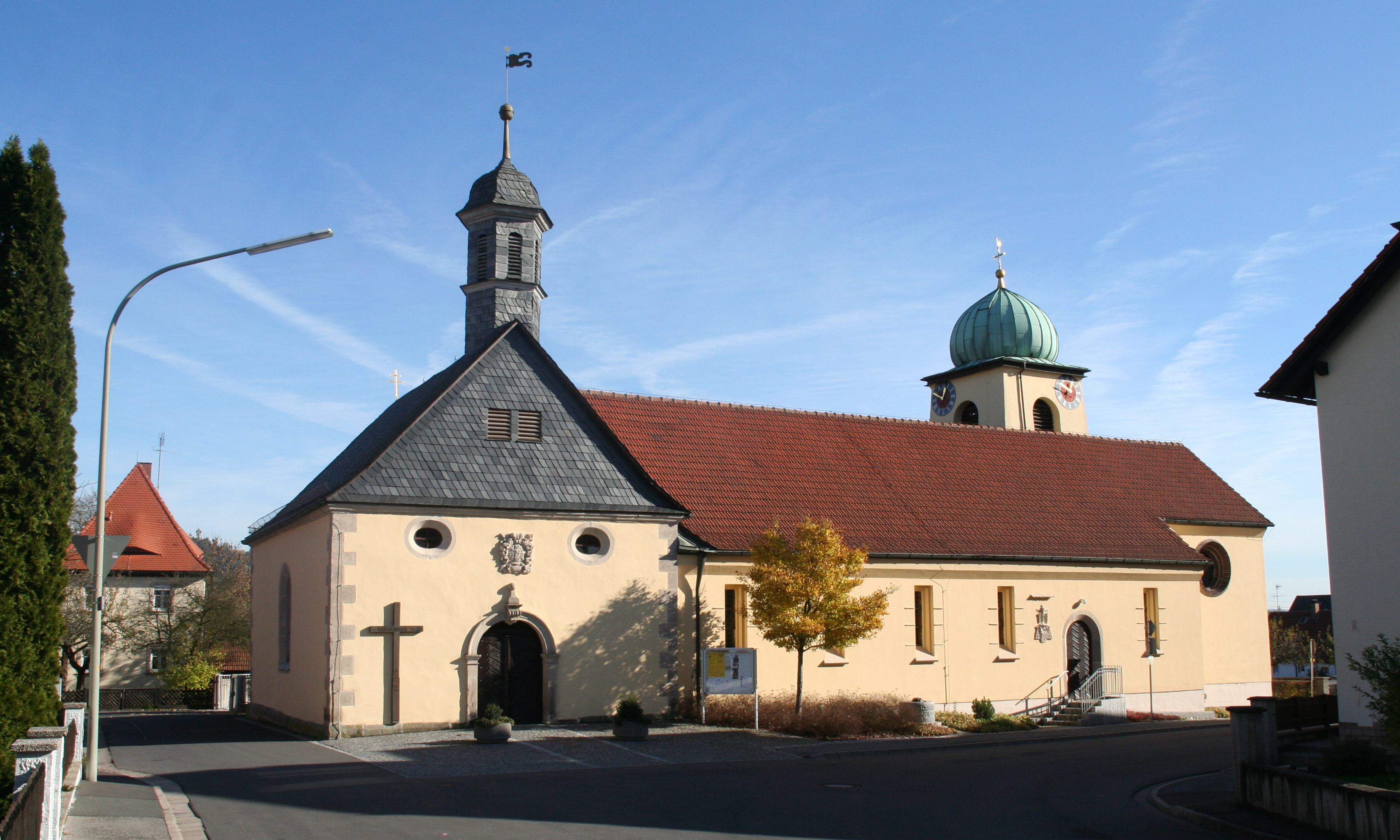
Katholische Pfarrkirche St. Wolfgang

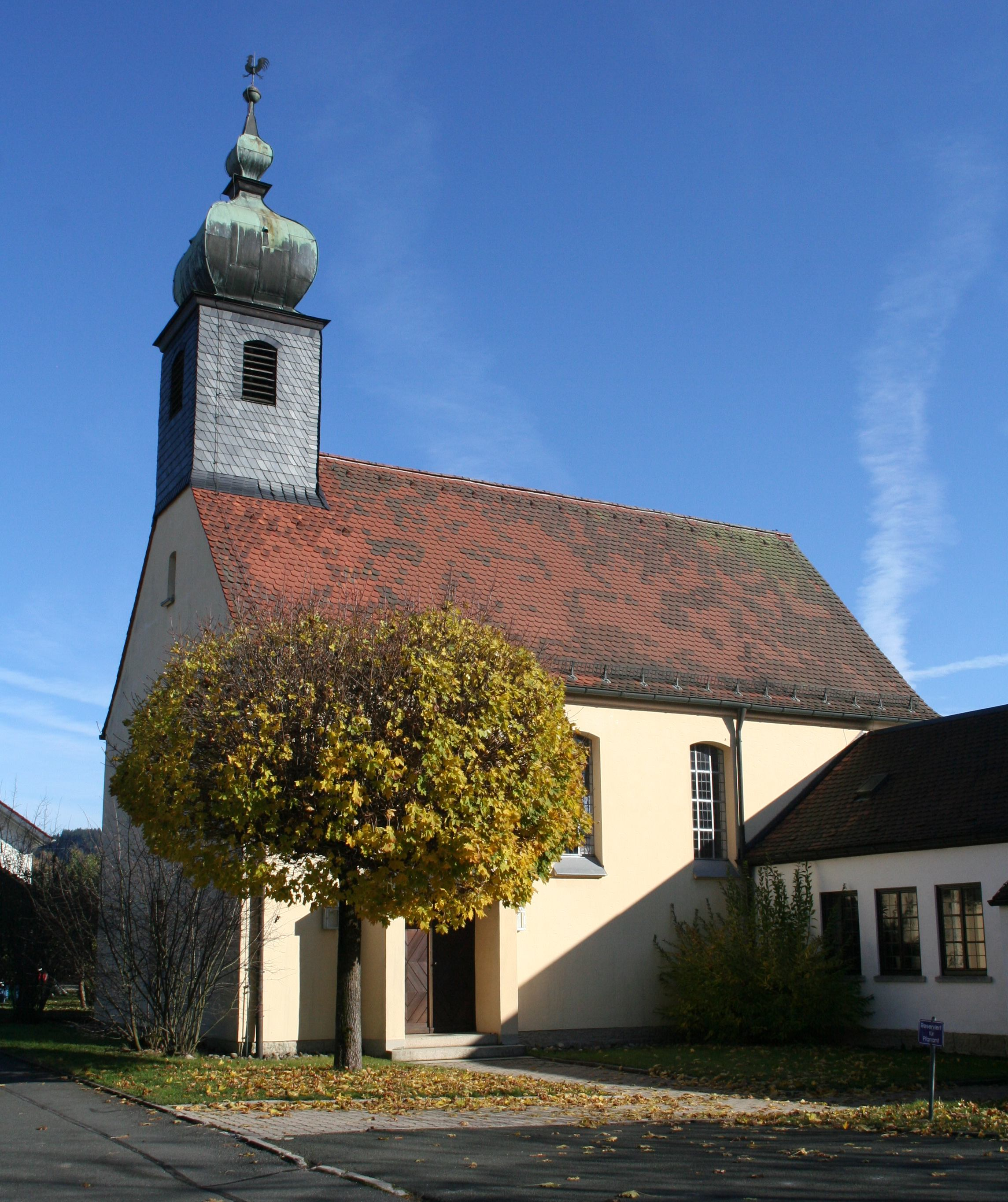
Evangelische Auferstehungskirche

Stockheim ist eine Gemeinde im Landkreis Kronach (Oberfranken, Bayern). Stockheim liegt im Haßlachtal an der Bundesstraße 85, die auch als Bier- und Burgenstraße und als Porzellanstraße bekannt ist.

## Geografie

### Lage
Die Gemeinde Stockheim liegt unmittelbar an der Landesgrenze zu Thüringen am westlichen Rand des Naturparks Frankenwald. Nachbargemeinden sind der Markt Pressig, die Gemeinde Wilhelmsthal, die Kreisstadt Kronach, der Markt Mitwitz und die Gemeinde Föritztal in Thüringen.
Stockheim liegt in einem der wenigen Rotliegend-Becken in Bayern (Stockheimer Becken). Darin gibt es u. a. saure Vulkanite, vulkanogene und lakustrine Sedimente des Perms sowie einige geringmächtige Steinkohlenflöze, die bis 1968 unter Tage abgebaut wurden. Auf dem jetzt als Gemeindebauhof genutzten Gelände der ehemaligen Katharinenzeche wurde 2005 ein Steinkohlenflöz freigelegt, das vom Bayerischen Landesamt für Umwelt als Geotop 476G003 ausgewiesen und mit dem offiziellen Gütesiegel Bayerns schönste Geotope ausgezeichnet wurde.

### Gemeindegliederung
Es gibt zehn Gemeindeteile (in Klammern ist der Siedlungstyp angegeben):
| Gemarkung                                        | Einwohner (2016) |
| ------------------------------------------------ | ---------------- |
| Burggrub (Pfarrdorf) mit Mostholz (Dorf)         | 782              |
| Haig (Kirchdorf)                                 | 476              |
| Haßlach (Kirchdorf)                              | 489              |
| Neukenroth (Pfarrdorf) mit Rittersmühle (Einöde) | 908              |
| Reitsch (Kirchdorf) mit Büttnerszeche (Weiler)   | 683              |
| Stockheim (Pfarrdorf und Hauptort)               | 1571             |
| Wolfersdorf (Dorf)                               | 164              |

Die Einöde Hagermühle zählt zum Gemeindeteil Neukenroth. Kreuzgrube, Maxschacht, Neumühle, Schirmersmühle und Traindorf sind ehemalige Gemeindeteile, die mittlerweile alle abgebrochen wurden.

## Geschichte
Der Ort wurde 1109 als „Stoccheim“ erstmals urkundlich erwähnt. Das Bestimmungswort stoc bedeutet Baumstumpf und verweist auf eine vorausgegangene Rodung.
Seit 1582 wurde in Reitsch und seit 1758 in Stockheim in mehreren Bergwerken Steinkohle abgebaut. 1639 schenkte der Bamberger Fürstbischof Franz von Hatzfeld die Rittergüter Stockheim und Haßlach der Stadt Kronach für deren Treue und Tapferkeit im Kampf gegen die Schweden während des Dreißigjährigen Krieges.
Gegen Ende des 18. Jahrhunderts gab es in Stockheim 27 Anwesen (8 Söldengüter, 17 Häuser, 1 Ziegelhütte mit Haus, 1 Schäfershaus) und das ehemalige Schloss, das zu dieser Zeit das Wohnhaus des Försters war. Das Hochgericht übte das bambergische Centamt Kronach aus. Die Dorf- und Gemeindeherrschaft sowie die Grundherrschaft über alle Anwesen hatte die Stadt Kronach. Dem Bergamt Kronach unterstanden die Kohlezechen „Adam Friedrich“, „Franz Ludwig“, „Fürstliches Werk“, „Karl Christoph“, „Kreuzgrube“, „St. Catharina“, „St. Michael“, „St. Wolfgang“, „Vereinigter Nachbar“ und ein Alaun- und Vitriolwerk.
Mit dem Reichsdeputationshauptschluss von 1803 kam der Ort zu Bayern. Mit dem Gemeindeedikt wurde 1808 der Steuerdistrikt Stockheim gebildet, zu dem Haßlach, Kreuzgrube, Traindorf und Wolfersdorf gehörten. 1818 entstand die Ruralgemeinde Stockheim, zu der Kreuzgrube und Traindorf gehörten. Sie war in Verwaltung und Gerichtsbarkeit dem Landgericht Kronach zugeordnet und in der Finanzverwaltung dem Rentamt Kronach (1919 in Finanzamt Kronach umbenannt). In der zweiten Hälfte des 19. Jahrhunderts wurde auf dem Gemeindegebiet Maxschacht gegründet. Ab 1862 gehörte Stockheim zum Bezirksamt Kronach (1939 in Landkreis Kronach umbenannt). Die Gerichtsbarkeit blieb beim Landgericht Kronach (1879 in Amtsgericht Kronach umbenannt). Die Gemeinde hatte ursprünglich eine Fläche von 3,422 km².
Für die Entwicklung Stockheims zum Industriedorf sorgte, begünstigt durch den 1863 erfolgten Eisenbahnanschluss, neben dem Steinkohlenbergbau im Zeitraum von 1877 bis 1930 vor allem die Champagnerflaschenfabrik Sigwart & Möhrle, die über drei Generationen bis zu 400 Arbeitsplätze bereitstellte, jedoch 1930 ein Opfer der Weltwirtschaftskrise wurde.
Der Steinkohlenbergbau in Stockheim endete 1968, als die Zeche St. Katharina, die seit 1935 als GmbH geführt wurde und immer von staatlichen Subventionen abhängig war, geschlossen werden musste.

### Gemeindeneubildung während der Gebietsreform
Vor der Gebietsreform in Bayern bestand eine Gemeinde Stockheim aus dem Hauptort und dem Gemeindeteil Traindorf. Zum 1. Januar 1972 ließ sich die Gemeinde Wolfersdorf in die damalige Gemeinde Stockheim eingliedern. Nach geheimer Bürgerabstimmung kam es am 1. Januar 1975 zum freiwilligen und vorzeitigen Zusammenschluss der politischen Gemeinden Burggrub, Haig, Haßlach bei Kronach, Neukenroth, Reitsch und Stockheim zu einer neuen Gemeinde mit dem Namen Stockheim.

### Einwohnerentwicklung
Im Zeitraum 1988 bis 2018 sank die Einwohnerzahl von 5246 auf 4948 um 298 bzw. um 5,7 %. Am 31. Dezember 2004 hatte Stockheim 5345 Einwohner (Einwohnerzahl zum 31. Dezember 2021: 4827). Am 1. Januar 1975 hatte die damals neu gebildete Gemeinde Stockheim 5566 Einwohner.
| Jahr      | 1840   | 1852   | 1855   | 1861   | 1867   | 1871   | 1875   | 1880   | 1885   | 1890   | 1895   | 1900   | 1905   | 1910   | 1919   | 1925   | 1933   | 1939   | 1946   | 1950   | 1952   | 1961  | 1970   | 1987   | 2008   | 2010   | 2015   | 2017   |
| Einwohner | 283    | 388    | 428    | 458    | 511    | 549    | 566    | 670    | 625    | 719    | 743    | 942    | 1083   | 1134   | 1011   | 1040   | 1014   | 1123   | 1519   | 1672   | 1768   | 1707  | 1806   | 5280   | 5203   | 5111   | 5035   | 4980   |
| Häuser    |        |        |        |        |        | 72     |        |        | 69     | 74     |        | 75     |        |        |        | 110    |        |        |        | 175    |        | 253   |        | 1346   |        |        | 1569   | 1575   |
| Quelle    | [ 12 ] | [ 12 ] | [ 12 ] | [ 13 ] | [ 14 ] | [ 15 ] | [ 16 ] | [ 17 ] | [ 18 ] | [ 19 ] | [ 12 ] | [ 20 ] | [ 12 ] | [ 21 ] | [ 12 ] | [ 22 ] | [ 12 ] | [ 12 ] | [ 12 ] | [ 23 ] | [ 12 ] | [ 9 ] | [ 24 ] | [ 25 ] | [ 26 ] | [ 26 ] | [ 26 ] | [ 26 ] |

| Jahr      | 001818 | 001861 | 001871 | 001885 | 001900 | 001925 | 001950 | 001961 | 001970 | 001987 | 002016 |
| Einwohner | 153    | 427    | 512    | 583    | 885    | 1018   | 1667   | 1700   | 1800   | 1747   | 1571   |
| Häuser    | 30     |        |        | 63     | 70     | 108    | 174    | 252    |        | 415    |        |
| Quelle    | [ 8 ]  | [ 13 ] | [ 15 ] | [ 18 ] | [ 20 ] | [ 22 ] | [ 23 ] | [ 9 ]  | [ 24 ] | [ 25 ] | [ 5 ]  |

## Politik

### Bürgermeister
Hauptamtlicher Erster Bürgermeister ist seit dem 26. März 2023 Daniel Weißerth (CSU). Dessen Vorgänger waren von 1975 bis 1987 Michael Lang (CSU), von 1987 bis 2011 Albert Rubel (CSU) und von 2011 bis 2023 Rainer Detsch (FWG).

### Gemeinderat
Der Gemeinderat umfasst 20 Gemeinderatsmitglieder und den ersten Bürgermeister.
- CSU: acht Sitze plus Bürgermeister
- FWG Stockheim: sieben Sitze
- SPD: zwei Sitze
- BFS (Bürger FÜR Stockheim): drei Sitze

(Stand: Gemeinderatswahl am 15. März 2020 und Bürgermeisterwahl am 29. Januar 2023)

### Gemeindepartnerschaften
- Stockheim unterhält eine Partnerschaft mit der österreichischen Gemeinde Mühlbach am Hochkönig.

### Wappen und Flagge
Wappen
| Wappen von Stockheim | Blasonierung: „Durch eine gesenkte, eingeschweifte rote Spitze, darin schräg gekreuzt ein silberner Schlägel und ein silberner Hammer, gespalten; vorne in Gold ein bärtiger Männerrumpf in schwarzem Kleide mit weißem Kragen und weißgestülptem schwarzen Spitzhut, dessen herabhängende Spitze mit einem sechsstrahligen roten Stern bedeckt ist, hinten fünfmal geteilt von Schwarz und Gold, überdeckt von einem schrägen gebogenen grünen Rautenkranz.“                                                                                                   |
| Wappen von Stockheim | Wappenbegründung: Schlägel und Hammer verweisen auf den früher in Stockheim betriebenen Steinkohlebergbau, die Farben Silber und Rot sollen auf die frühere enge Beziehung von Haßlach zu Bamberg hinweisen. Der bärtige Männerrumpf entstammt dem Wappen des Adelsgeschlechts von Würtzburg, das in Burggrub und Haig herrschte. Das Wettiner Wappen mit dem Rautenkranz entstammt dem ehemaligen Wappen von Reitsch, das wie Neukenroth und Wolfersdorf früher zu den sogenannten sächsischen Schutzdörfern gehörte. Die Gemeinde führt seit 1978 ein Wappen. |

Flagge
Stockheim besitzt keine amtlich genehmigte Flagge.

## Verkehr
Stockheim liegt an der Bundesstraße 85, die als Bier- und Burgenstraße touristische Ziele erschließt, sowie an der Bundesstraße 89 und der Staatsstraße 2708, ferner an der Frankenwaldbahn (Teil der früheren Hauptstrecke München–Berlin). Die von der Frankenwaldbahn abzweigende Bahnstrecke Sonneberg–Stockheim wurde ab 1945 durch die innerdeutsche Grenze unterbrochen. Der Personenverkehr auf dem verbliebenen westdeutschen Streckenabschnitt nach Burggrub wurde 1972 eingestellt. Mittlerweile ist die Strecke abgebaut.
Die B 85 führt an Pressig vorbei nach Ludwigsstadt (20 km nordöstlich) bzw. nach Kronach (9 km südlich). Die B 89 – vor der Wiedervereinigung kürzeste Bundesstraße im damaligen Bundesgebiet – zweigt in Haßlach von der B 85 ab und führt nach Föritztal (4,5 km nordwestlich). Die St 2708 zweigt bei Haßlach von der B 89 ab und führt über Haig nach Mitwitz (7 km südwestlich). Zwei Gemeindeverbindungsstraßen führen von Reitsch bzw. Haig in die Kronacher Stadtteile Glosberg und Gundelsdorf, weitere verbinden die Gemeindeteile miteinander (z. B. Burggrub-Haig, Stockheim-Neukenroth, Wolfersdorf-Reitsch, Wolfersdorf-Neukenroth).

## Persönlichkeiten

### Ehrenbürger
- 1932: Carl Sigwart (1872–1962), Glasfabrikant
- 1957: Johannes Heckel (1903–1991), Pfarrer von Stockheim (1934 bis 1957)
- 1957: Philipp Wilhelm (1877–1958), Bürgermeister von Stockheim (1919 bis 1933)
- 1958: Theresie Ott (1893–1974), Lehrerin in Stockheim (1916 bis 1958)
- 1973: Baptist Heinlein (1898–1978), Bürgermeister von Burggrub (1948 bis 1966)
- 1974:Schwester M. Beda SDR, Margareta Bogensperger (1900–1977), Leiterin des Kindergartens Stockheim als Ordensschwester (1929 bis 1974)
- 1976: Andreas Bittel (1908–1978), Pfarrer von Stockheim (1957 bis 1976)
- 1978: Karl Vollmer (1913–1998), Pfarrer von Neukenroth (1957 bis 1982)
- 1991: Rudi Daum (1925–2019), Landtagsabgeordneter (1970 bis 1990), Kommunalpolitiker
- 1996: Michael Lang (1921–2004), Bürgermeister von Wolfersdorf (1951 bis 1971) und Stockheim (1975 bis 1987)

### Söhne und Töchter der Gemeinde
- Johann Baptist Hofmann (1886–1954), deutscher Altphilologe und Sprachwissenschaftler
- Hermann Schirmer (1897–1981), bayerischer Politiker
- Kerstin Specht (* 1956), Dramatikerin